# Castillo de Halmstad

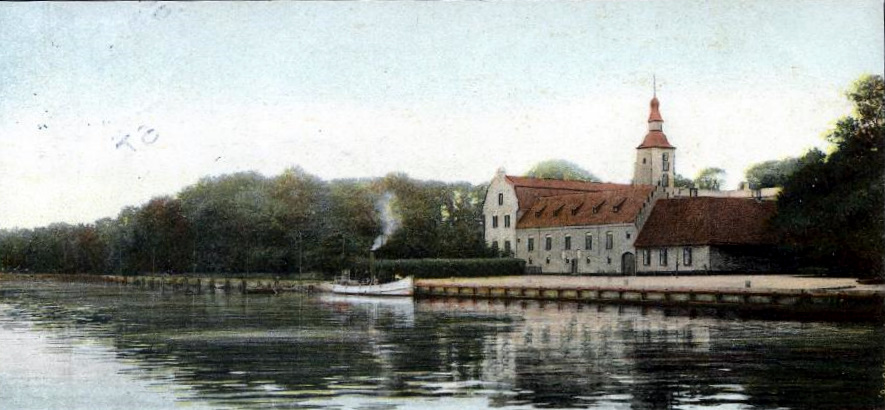
Castillo de Halmstad (1900)

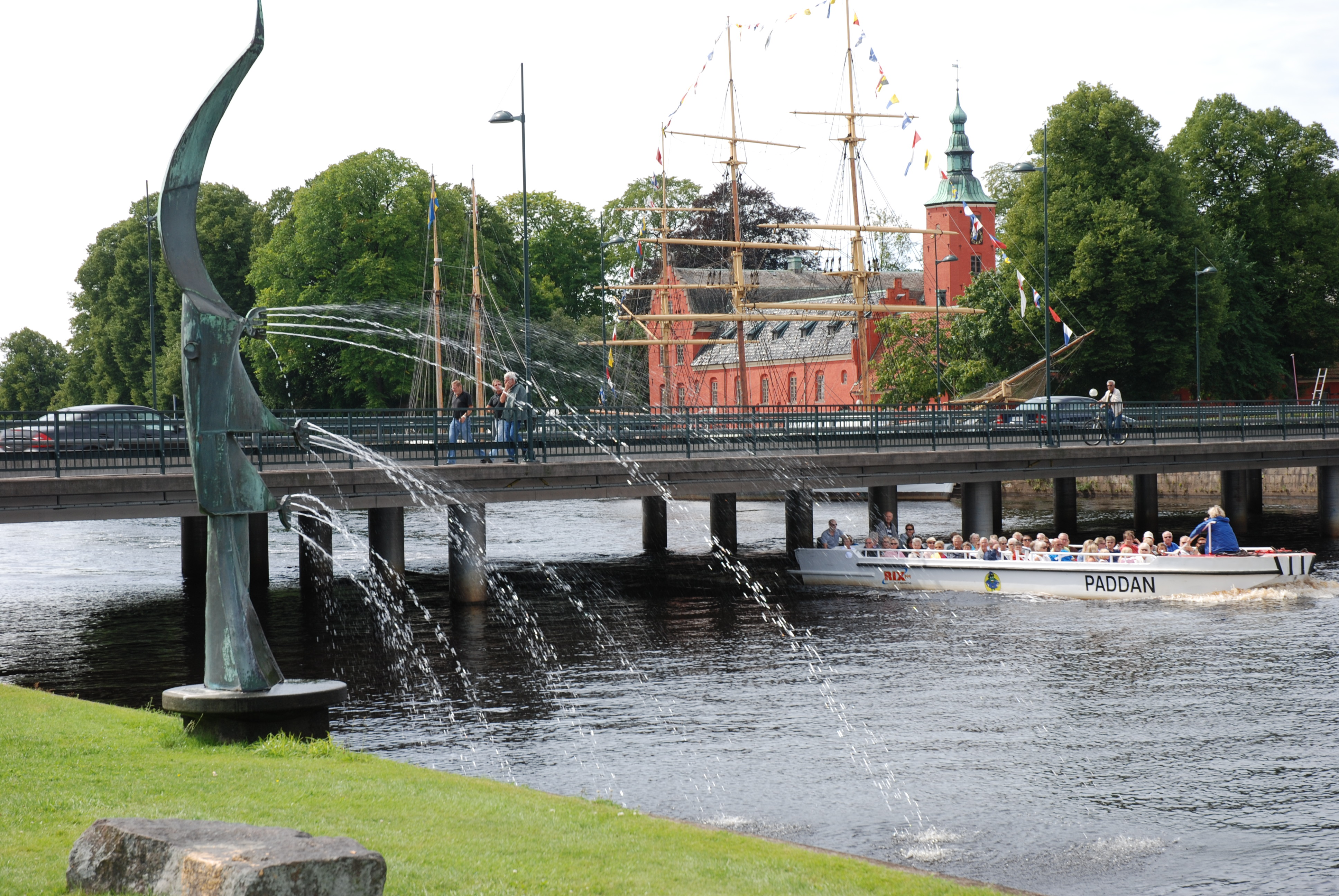
Vista del Castillo de Halmstad desde el río Nissan con la escultura Los salmones van río arriba por Walter Bengtsson.

El Castillo de Halmstad (Halmstads slott) es un castillo del siglo XVII situado en Halmstad, en la provincia de Halland, Suecia.
Durante la primera mitad del siglo XVII, Halland era una provincia de Dinamarca. En 1595 la granja en el lugar donde ahora se erige el castillo fue comprada para usarse como residencia para el danés Cristián IV en visita a Halmstad. Fue bajo la autoridad del rey Cristián que el castillo fue construido.
La construcción del castillo y los nueve lotes adjuntos se inició en 1609. La construcción probablemente fue completada en 1615. El administrador de la construcción y arquitecto fue el arquitecto holandés Willum Cornelissen. La arquitectura del castillo es la típica del periodo, en un estilo conocido como Renacimiento de Cristián IV. Tiene más reminiscencias de una casa de campo danesa contemporánea que de un elegante palacio real.
Con el Segundo Tratado de Brömsebro (1645), y finalmente por el Tratado de Roskilde en 1658, el castillo pasó bajo la autoridad de Bengt Christoffersson Lilliehook, el primer gobernador sueco de Halland. Cuando Halland pasó a ser provincia de Suecia, el Castillo de Halmstad se convirtió en una residencia para los reyes suecos de visita. Los suecos reforzaron el castillo, y en 1658 fue finalizada una fortaleza interior y la fachada pasó a tener ventanas mucho más pequeñas.
Desde 1770 hasta día de hoy, el castillo ha sido restaurado varias veces. En los tiempos modernos se ha convertido en la residencia tradicional del gobernador del condado de Halland. El gobernador del castillo y la autoridad local tienen aquí algunas de sus oficinas. En 1999 Música de Halland (Musik i Halland) se trasladó aquí, y durante 2000 Turismo de Halmstad (Halmstads Turistbyrå) estableció sus oficinas en el ala este.

## Imágenes

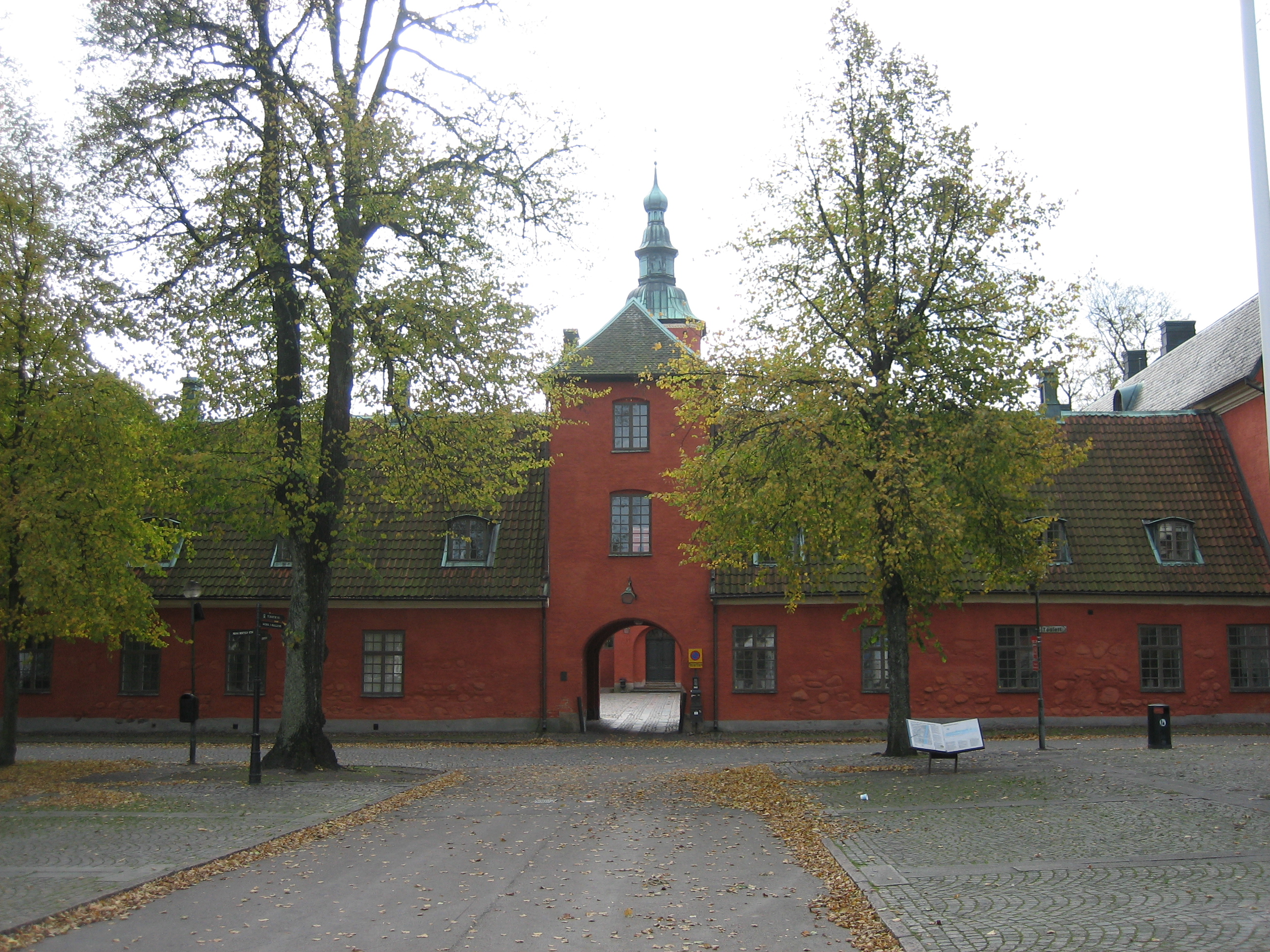
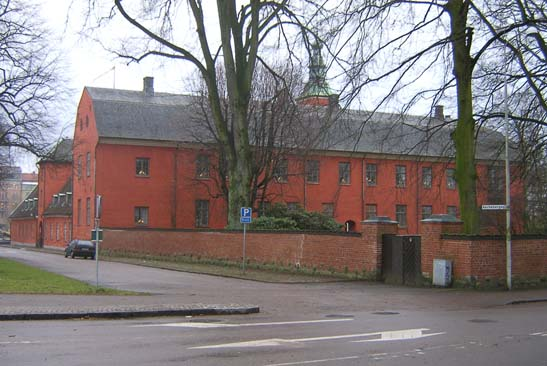
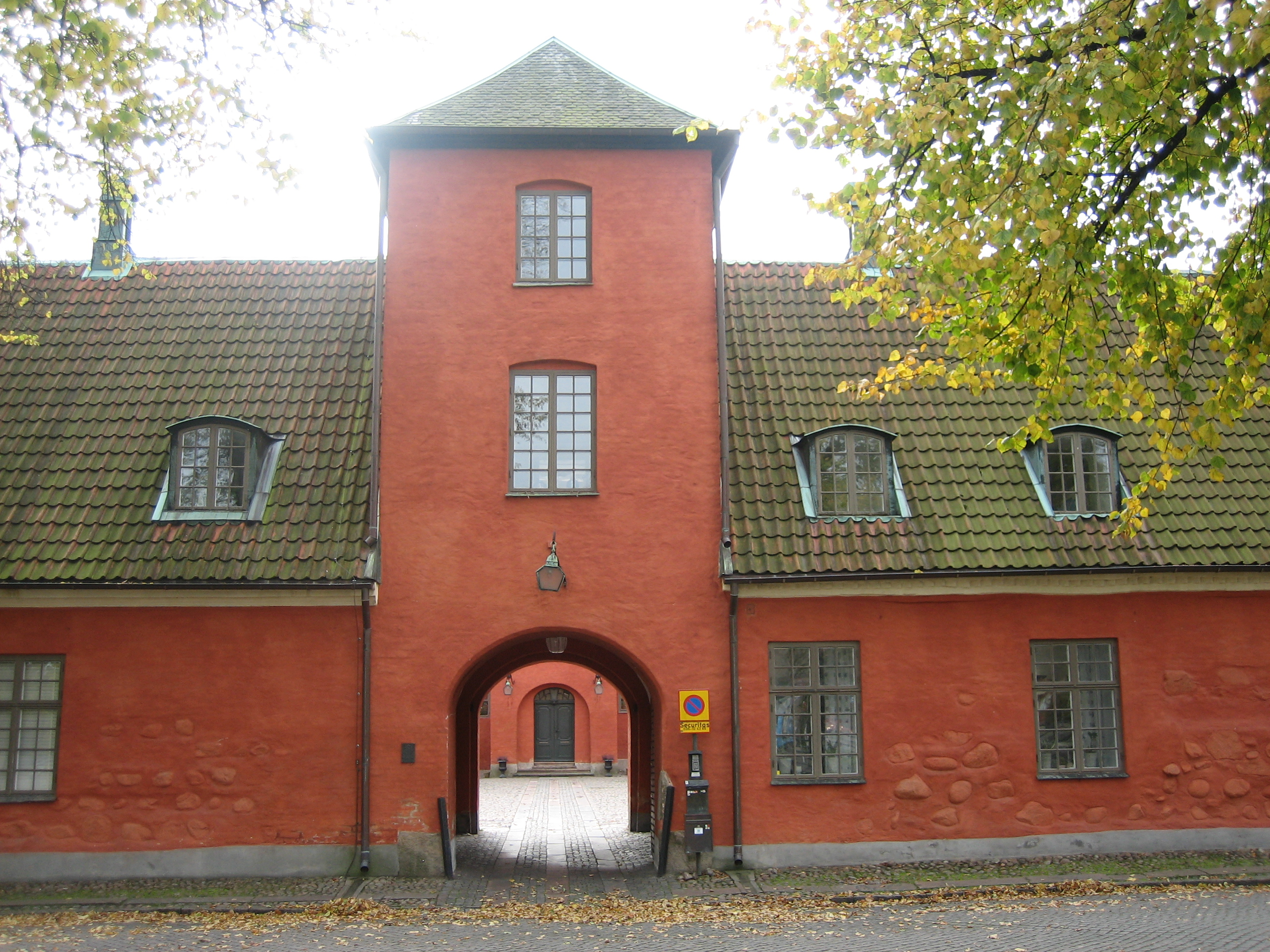
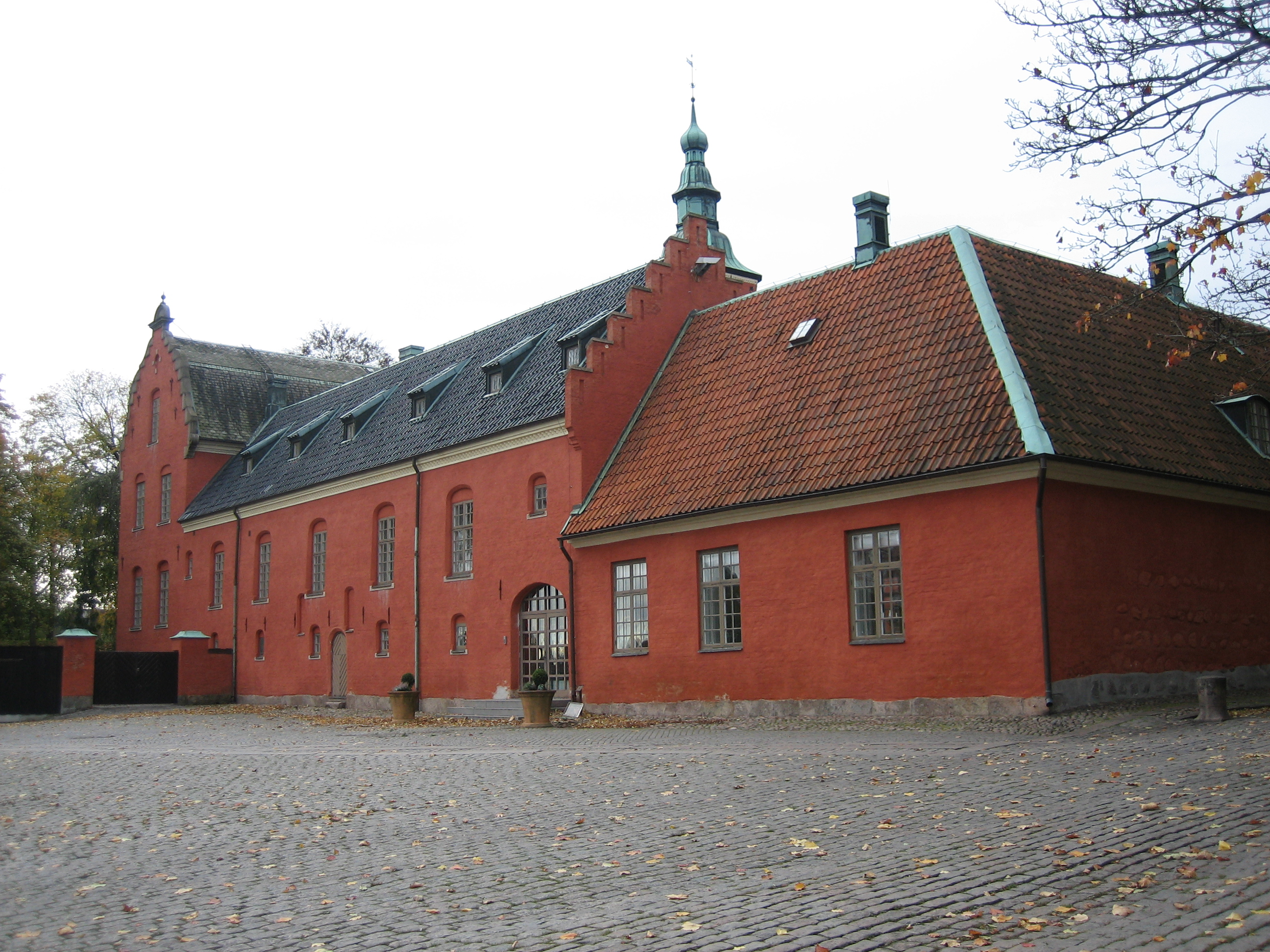